# Пасус (Минас-Жерайс)
Пасус (порт. Passos) — муниципалитет в Бразилии, входит в штат Минас-Жерайс. Составная часть мезорегиона Юг и юго-запад штата Минас-Жерайс. Входит в экономико-статистический микрорегион Пасус. Население составляет 103 348 человек на 2006 год. Занимает площадь 1339,199 км². Плотность населения — 60 чел./км².
Праздник города — 14 мая.

## История
Город основан 14 мая 1858 года. 

## Статистика
- Валовой внутренний продукт на 2003 год составляет 570 244 438,00 реалов (данные: Бразильский институт географии и статистики).
- Валовой внутренний продукт на душу населения на 2003 год составляет 5577,02 реалов (данные: Бразильский институт географии и статистики).
- Индекс развития человеческого потенциала на 2000 год составляет 0,797 (данные: Программа развития ООН).